# David Lima
David Lima (ur. 3 września 1997) – brazylijski judoka.
Srebrny medalista igrzysk Ameryki Południowej w 2018. Piąty na mistrzostwach panamerykańskich w 2018. Wygrał mistrzostwa Ameryki Południowej w 2018. Trzeci na wojskowych MŚ w 2021 roku.